# Acta Organologica
Acta Organologica ist eine deutschsprachige Zeitschrift. Sie erscheint unregelmäßig, bis Band 16 als ein Band jährlich, danach auch nur alle zwei oder drei Jahre. Seit ihrem Erscheinen im Jahr 1967 ist sie ein Organ der Gesellschaft der Orgelfreunde und „Jahresgabe“ für die Mitglieder der Gesellschaft. Sie gehört neben Ars Organi und Organ – Journal für die Orgel zu den wichtigsten deutschsprachigen Zeitschriften im Bereich des Orgelbaus und der Orgelmusik.